# 쇼넨 막즈
《쇼넨 막즈》(Shonen Magz)는 인도네시아의 월간 만화 잡지이다. 그라메디아 그룹의 계열사인 엘렉스 메디아 콤푸틴도(Elex media komputindo)가 발간하고 있다. 일본의 만화 잡지인 《주간 소년 매거진》의 인도네시아판이다. 《나카요시》의 인도네시아판이 성공을 거두고 난 후에 발간되기 시작하였다.

## 연재 중인 만화
| 제목                         | 만화가                       |
| ---------------------------- | ---------------------------- |
| BECK                         | 해럴드 사쿠이시              |
| 코드 브레이커                | 가미조 아키미네              |
| 페어리 테일                  | 마시마 히로                  |
| 요괴의 의사씨                | 사토 유키                    |
| 소년탐정 김전일              | 아마기 세이마루, 사토 후미야 |
| 쿵후보이 친미                | 마에카와 다케시              |
| 산적왕                       | 사와다 히로후미              |
| 스쿨럼블                     | 고바야시 진                  |
| 특급!!                       | 고모리 요이치, 구보 미쓰로   |
| 츠바사 -RESERVoir CHRoNiCLE- | 클램프                       |
| 빈란드 사가                  | 유키무라 마코토              |

## 같이 보기
- 주간 소년 매거진
- 쇼넨 스타